# Reva APC
 Le transport de personnel blindé (APC) REVA est un véhicule protégé contre les mines.  Il est produit par Integrated Convoy Protection .  La coque en forme de V du véhicule offre une protection contre les mines terrestres et les engins explosifs improvisés (IED).  Le véhicule peut accueillir au moins 10 passagers.  Dix ports de tir sont également disponibles.  Deux mitrailleuses légères peuvent être utilisées et couvrent à 360 degrés via des trappes et des tourelles à roulements. 
Le véhicule est souvent confondu avec le Mamba et le RG-31 . 

## Histoire de la production

### Variantes
Le 4x4 REVA APC est disponible en tant que véhicule 10 places comprenant le conducteur et le copilote.  Il a été conçu en octobre 2004.  ICP est propriétaire du pack de données Blue Print du REVA 4x4. 
Les autres modèles disponibles sont: 
- Un véhicule de commandement et de contrôle
- Une ambulance
- Un véhicule de récupération
- Un transporteur VIP

## Opérateurs

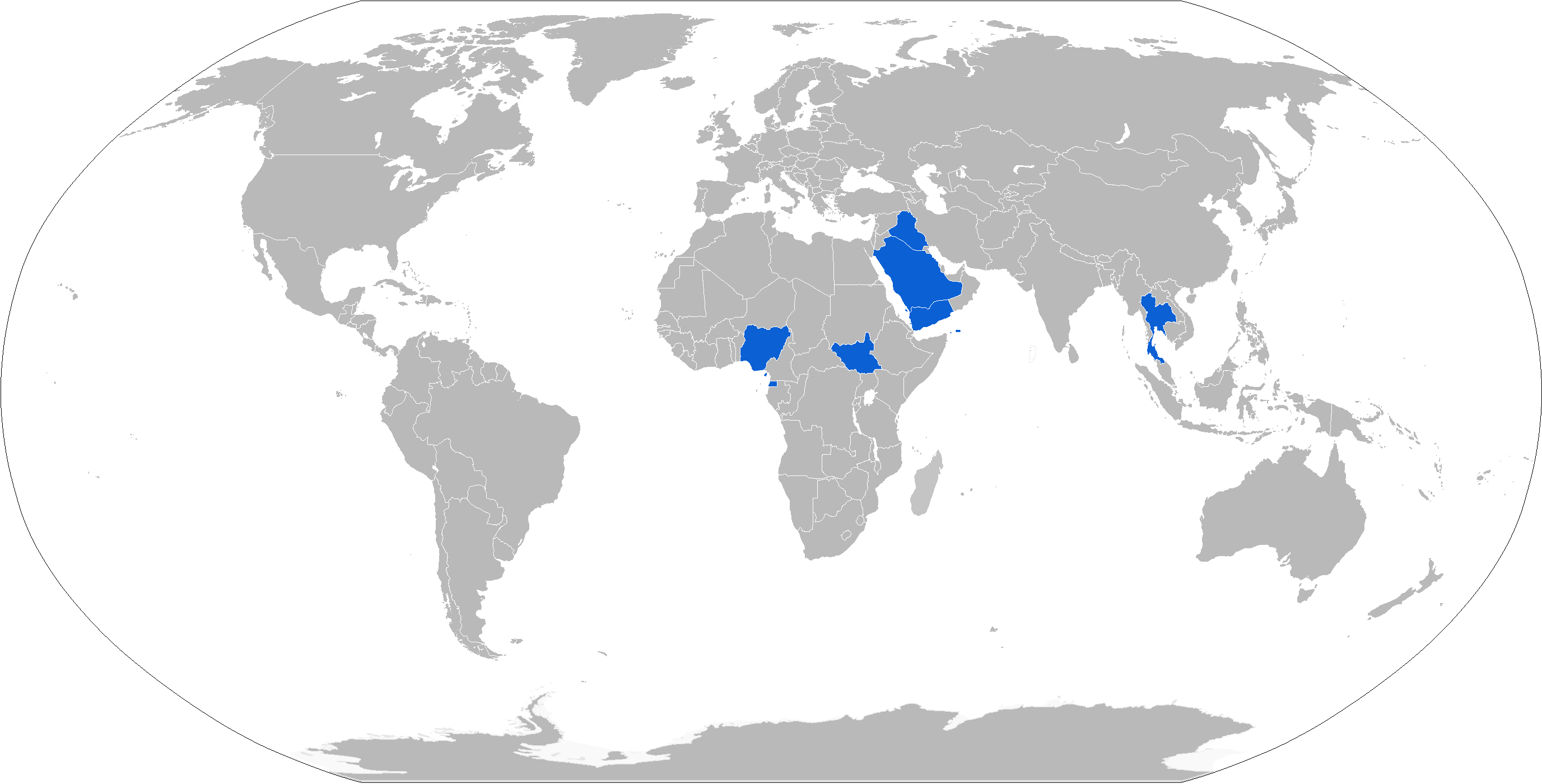
Carte avec les opérateurs Reva en bleu

### Opérateurs actuels
- Modèle:Country data Egypte : utilisé par les forces de déploiement rapide (Égypte)
- Equatorial Guinea : 25 [1]
- Iraq : 115 [1]
- Nigeria : 40 [2]
- Saudi Arabia : 25 [1]
- South Sudan : 10 [1]
- Thailand : 200 [2]
- Yemen : 112 [1]

## Histoire au combat
- Insurrection de Boko Haram
- Guerre en Irak
- Insurrection irakienne (2011-2013)
- Guerre civile sud-soudanaise

## Voir également
Autres APC et IFV à roues développés en Afrique du Sud 
- RG-33
- RG-32
- RG-12
- Mamba
- Puma (Afrique du Sud, nouvelle construction de Regis Trading International (Pty) Ltd , semblable au Mamba
- Ratel IFV
- Casspir
- Buffel

Général
- Véhicule de combat d'infanterie
- Liste des AFV